# Orthorombisch kristalstelsel
Het orthorombische kristalstelsel is een van de zeven kristalroosters, die in de kristallografie zijn gedefinieerd. Het bezit een grote mate van symmetrie, maar minder dan het kubische kristalstelsel. De zijvlakken van de eenheidscel van het kristalrooster, staan in het orthorombische kristalstelsel onderling ook loodrecht op elkaar, maar zijn een rechthoek. Deze rechthoeken zijn niet congruent. Dit wordt door de volgende vergelijkingen tussen de roosterconstanten weergegeven: {\displaystyle \alpha =\beta =\gamma =90^{\circ }} en {\displaystyle a\neq b\neq c}. De stapeling van de eenheidscellen bepaalt in ieder geval op moleculair niveau de kristalvlakken- en assen van het kristalrooster. Het orthorombische kristalstelsel heeft drie puntgroepen: mm, 222 en mmm. Er zijn vier orthorombische bravaistralies:

Primitief orthorombisch
Orthorombisch grondvlakgecentreerd
Orthorombisch ruimtelijk gecentreerd
Orthorombisch vlakgecentreerd

## Mineralen met een orthorombisch kristalstelsel
- Alexandriet
- Anataas
- Andalusiet
- Anglesiet
- Anhydriet
- Anthofylliet
- Aragoniet
- Atacamiet
- Brookiet
- Carnalliet
- Celestiet
- Cerussiet
- Chrysoberil
- Cobaltiet
- Columbiet
- Cordieriet
- Descloïziet
- Diaspoor
- Enargiet
- Enstatiet
- Epsomiet
- Goethiet
- Hemimorfiet
- Humiet
- Hyperstheen
- Ilvaiet
- Libetheniet
- Marcasiet
- Natroliet
- Oliveniet
- Olivijn
- Perovskiet
- Prehniet
- Rutiel
- Samarskiet
- Sepioliet
- Sillimaniet
- Stauroliet
- Stibniet
- Strontianiet
- Thenardiet
- Thomsoniet
- Tobermoriet
- Topaas
- Tungstiet
- Varisciet
- Wavelliet
- Witheriet
- Zoisiet

## Mineralen
- Lijst van mineralen

triklien · monoklien · orthorombisch · tetragonaal · trigonaal · hexagonaal · kubisch